# Jo Fabian
Jo Fabian (* 28. Januar 1960 in Berlin) ist ein deutscher Künstler, der als Regisseur, Bühnenbildner, Lichtdesigner, Videokünstler, Schauspieler und Autor arbeitet.
Fabian entwickelte das Alphasystem, ein System zur Übertragung von Text in Tanz.

## Biografie
Fabian wurde in Ostberlin als Enkel eines Mathematikers und Komponisten väterlicherseits sowie eines Malers mütterlicherseits geboren.
Er studierte Schauspiel in Rostock. 1982 spielte Fabian im Fernsehfilm Komm mit mir nach Chicago die Rolle des Helmuth. Er ging in der zweiten Hälfte der 1980er Jahre zunächst als Schauspieler an die Theater in Gera und Meiningen. Schon bald entwickelte er eine eigene Sichtweise auf das Theater.
Neben Lyrik und Prosa verfasste Jo Fabian in dieser Zeit erste eigene Stücke, von denen einige (Nora, Nebel und Wartesaal) unter seiner Regie im Landestheater Meiningen zur Uraufführung kamen. Die Aufnahme in den Schriftsteller-Verband der DDR wurde ihm allerdings verwehrt und die Staatssicherheit interessierte sich über Jahre für den unorthodoxen jungen Regisseur. Ab 1987 arbeitete er freiberuflich, zunächst mit dem Studententheater Louis Fürnberg der Karl-Marx-Universität in Leipzig, wo er Baal und Prometheus. exemple in motion inszenierte.
1989 inszenierte er am Bauhaus Dessau Example Nr. P und studierte parallel u. a. die architektonischen und bühnenbildnerischen Arbeiten von Oskar Schlemmer, Ludwig Mies van der Rohe und Adolpho Appia. Mit Schauspielern der Bauhaus-Inszenierung gründete er 1989 die freie Projektgruppe example dept., die sich in Berlin niederließ.
Im Theater unterm Dach im Berliner Stadtbezirk Prenzlauer Berg, welches für seine experimentelle Forschungsarbeit sehr geeignet war, entstand ab 1992 mit example dept. die unverwechselbare Handschrift des von ihm so bezeichneten Theaters der bewegten Architektur, das alle Genres und Medien der Bühne miteinander verschmilzt. Jo Fabian führte Regie, entwarf Bühnenbild und Lichtdesign, drehte Videofilme, komponierte und zeichnete. Die Strukturen des Nô-Theaters sind in seinen Inszenierungen ebenso zu erkennen wie Einflüsse der bildenden Kunst, vor allem die des Surrealisten René Magritte oder der geometrischen Raumperspektiven von M. C. Escher. Immer wieder spielte auch die ironische Auseinandersetzung mit deutscher Geschichte und Gegenwart eine große Rolle.
Parallel zur freien Theaterarbeit mit seiner Berliner Gruppe example dept. inszenierte Jo Fabian kontinuierlich auch an Stadt- und Staatstheatern, z. B. am Landestheater Dessau, wo seine beiden Inszenierungen Hamletmaschine und Parsifal uraufgeführt wurden, sowie am Tanztheater Cottbus, wo er erstmals mit Tänzern klassischer Herkunft arbeitete, mit denen er u. a. die Ozeantrilogie und Baal.Tanz.Tod (eine Tanztheaterversion des Brechtschen Baal) entwickelte.
Mitte der 90er Jahre entstanden mehrere Arbeiten, die vor allem durch das philosophisch-naturwissenschaftliche Gedankengut von Odo Marquardt, Werner Heisenberg, Stephen Hawking und Siegfried J. Schmidt beeinflusst wurden. Im Anschluss daran widmete Fabian sich verstärkt Einzeluntersuchungen der verschiedenen Theater-Sparten Musik (Die Krähe), Schauspiel (Perlimplin) und Tanz (die ersten Arbeiten mit dem Alphasystem, Blown Away/1999 und Lighthouse/2000), um diese zukünftig in neuer Form wieder vereinen zu können. Die Videoarbeiten, die ursprünglich nur für die jeweiligen Inszenierungen entwickelt wurden, erhielten zunehmend eigenständigen Charakter.
Der Deutsche Produzentenpreis für Choreographie wurde Fabian im Sommer 1999 für sein bisheriges Gesamtschaffen in der Berliner Akademie der Künste verliehen. Es ist einer der höchstdotierten Preise für freie künstlerische Arbeit in Europa. Mit diesem Preis wurde das dritte Alphasystem-Stück produziert: The Dark Side of Time (Frühjahr 2001).
Als einen Grenzgang zum Bereich der Bildenden Kunst kann man das im Sommer 2001 produzierte Ausstellungsstück Tristan und Isolde. nicht berühren (2001) bezeichnen, das unter der erneuten Verwendung des Alphasystems eine Interaktion zwischen dem Publikum und den Darstellern in einer Vitrine mittels einer Computertastatur ermöglichte.
Die Inszenierungen Steinberg. born to be wild (2000) und Die Idioten. das stück (2002) dagegen sind am ehesten wieder dem textzentrierten politischen Theater zuzurechnen. Parallel zur Premiere von Die Idioten gaben Department und Jo Fabian die Idioten-Texte als aufwändig gestaltetes Buch in einer limitierten Auflage heraus.
Eine erneute gesellschaftskritische Bestandsaufnahme erfolgte im Jahr 2003 mit der Doppelproduktion von Whisky & Flags. Rekonstruktion 2003, eine Wiederaufnahme des Kult-Stückes in der Original-Besetzung von 1994 und Tenyearsafter (ein theatralisches Konzert).
Für ein großes Projekt aus Anlass des 100. Geburtstages von Salvador Dalí im Mai 2004 hat er sich der Erforschung des von ihm so genannten Spektralsurrealismus gewidmet und hat am Staatstheater Kassel dazu ein zweiteiliges Dali-Projekt inszeniert.
2005/2006 entstanden drei weitere Arbeiten mit dem Alphasystem, die dem Zuschauer mit Hilfe eines Interfaces, welches die Module Tanz, Licht, Musik und Video steuert, die Möglichkeit geben, das Geschehen maßgeblich selbst zu beeinflussen. Durch die Koproduktion mit der cie. Toula Limnaios arbeitete erstmals eine andere Choreographin mit dem Alphasystem von Fabian. Damit schienen für ihn die Möglichkeiten des postdramatischen Theaters ausgeschöpft und es erfolgte eine Neudefinition der theatralischen Kommunikationsmodelle.
In den Jahren 2011 bis 2016 erfolgte eine intensive Zusammenarbeit mit dem Theater an der Ruhr in Mülheim.
Von 2017 bis 2020 übernahm Jo Fabian die Schauspieldirektion am Staatstheater Cottbus und wurde gleich mit seiner ersten Arbeit „Onkel Wanja“ für den FAUST-Preis nominiert. Es entstanden in dieser Zeit mit dem Schauspielensemble insgesamt acht Bühnenarbeiten, die allesamt eine überregionale Aufmerksamkeit erfuhren. Seine letzte Arbeit in Cottbus: „Antifaust“, erlebte wegen Corona nur zwei Aufführungen.
2020/21 absolvierte Fabian ein Fernstudium zum Apple-Software-Entwickler.
Seit 2021 arbeitet er an einem Konzept für eine Akademie für Plastisches Denken und leitet die Durchführung des Digitalen Kunstlabors für plastisches Denken in Berlin.
2021/22 Fabian arbeitet mit dem Komponisten Petr Kotik zusammen und begleitet ihn als Bühnendesigner und Videokomponist nach Ostrava und New York.

## Werk

### Theaterproduktionen
Auszüge
- „Example N° P“ (1989,UA am Bauhaus Dessau/Landestheater Dessau)
- „To play or not to play“ (1990,UA am Staatstheater Cottbus)
- „Hamletmaschine. fünf silben von heiner müller“ (1990,UA am Landestheater Dessau)
- „Jogotono“ (1990,UA an der Volksbühne Berlin / Theater im 3. Stock)
- „Work Elisabeth“ (1991,UA am Theater unterm Dach Berlin)
- „Shite Samurai“ (1991, UA am Schauspiel Leipzig / Neue Szene)
- „Fish on the beach“ (1991, UA am Staatstheater Cottbus)
- „Parsifal“ (1992,UA am Landestheater Dessau)
- „Simple Swan“ (1992,UA am Staatstheater Cottbus)
- „Whisky & Flags“ (1993,UA am Theater unterm Dach Berlin) Theatertreffen
- „Lostills. verlorene stilleben“ (1993,UA am Staatstheater Cottbus)
- „Keine Gnade“ (1993,UA am Theater unterm Dach Berlin) Theatertreffen
- „Die letzte tanzende Kommunistin vom Prenzlauer Berg“ (1993,UA am Theater unterm Dach Berlin)
- „Hegels verpatzte Ferien“ (1994,UA am Theater unterm Dach Berlin)
- „They walk & they talk“ (1994,UA am Theater unterm Dach Berlin)
- „BaalTanzTod“ (1994,UA am Staatstheater Cottbus)
- „New World Order“ (1994,UA am Landestheater Tübingen)
- „Materia Dance“ (1994,UA am Theater unterm Dach Berlin)
- „Die Hawking-Variante“ (1995,UA am Hebbel-Theater Berlin)
- „Pech.Vogel.Kleist“ (1995,UA am Kleist-Theater Frankfurt/Oder)
- „Alzheimer light“ (1996,UA am Hebbel-Theater Berlin)
- „Frau in Schwarz [house of lorca 1]“ (1997,UA am Hebbel-Theater Berlin)
- „Unverhofftes Wiedersehen“ nach Hebel (1997,UA am Theaterhaus Jena)
- „Pax Germania“ (1997,UA am Hebbel-Theater Berlin)
- „Die Krähe“ (1998,UA an den Sophiensælen Berlin)
- „Perlimplin [house of lorca 2]“ (1998,UA am Hebbel-Theater Berlin)
- „Tactics for evolution“ (1998,UA am Theaterhaus Jena / E-Werk Weimar)
- „Blown Away. the invisible homepage of T.Rex“ (1999,UA am Theater am Halleschen Ufer Berlin)
- „Die andere Seite [house of lorca 3]“ (1999,UA am Hebbel-Theater Berlin)
- „Lighthouse. [alphasystem 04]“ (2000,UA am Theater am Halleschen Ufer Berlin)
- „Steinberg. born to be wild“ (2000,UA am Hebbel-Theater Berlin)
- „Ich. Das Auge. Toter Winkel.“ (2000,UA am Glad-House Cottbus)
- „The Dark Side of Time“ (2001,UA am Hebbel-Theater Berlin)
- „Die Idioten. das stück“ (2002,UA am Hebbel-Theater Berlin)
- „Victor oder Die Kinder an der Macht“ nach R. Vitrac(2003,UA am Staatstheater Kassel)
- „Whisky & Flags. rekonstruktion 2003“ (2003,UA am Hebbel-Theater Berlin)
- „Tenyearsafter. ein theatralisches konzert“ (2003,UA am Hebbel-Theater Berlin)
- „Das Dalí-Projekt von Jo Fabian“ (2004,UA am Staatstheater Kassel, Regie: Jo Fabian)
- 2005, Installationen
- „realtime.compiler“ (2006, Koproduktion mit toula limnaios, Berlin, die halle)
- „Polka Dot. ein stilleben“ (2008, Berlin, Orphtheater/HALLE)
- „Der Drache“ (2009, Konstanz, StadtTheater)
- „Independent Swan. eine WahnVorstellung“ (2009, Groningen, Noord Nederlands Toneel / Berlin, die halle)
- Wendelgard.the first level (2010, TJG, Dresden)
- Pimorphosen (2010, Eden*****, Berlin)
- Es brennt (2011, Theater an der Ruhr, Mülheim)
- Die Weber (2011, Neues Theater, Halle)
- Der Leere Raum (2012, Theater Magdeburg)
- Werwolf (2012, TJG Dresden)
- Parsifal (2013, Theater Konstanz)
- Galilei (2013, Neues Theater, Halle)
- Legende von der Zeit (2014, Theater Stuttgart)
- Wilhelm Tell (2014, Theater an der Ruhr, Mülheim)
- C. D. Friedrich (2014, TJG Dresden)
- Francesco (2015, Staatstheater Cottbus)
- Nietzsche (2015, DOCK11, Berlin)
- Auf der großen Straße (2015, Theater an der Ruhr, Mülheim)
- Die Macht der Gewohnheit (2016, Theater Konstanz)
- Polizei (2016, Theater an der Ruhr, Mülheim)
- Die Physiker (2016, Theater an der Ruhr, Mülheim)
- Der gute Mensch von Sezuan (2017, Theater Konstanz)
- Onkel Wanja (2017, Staatstheater Cottbus)
- Terra Incognita (2017, Staatstheater Cottbus)
- Kabale und Liebe (2018, Kammerbühne Cottbus)
- Volksfeind (2019, Staatstheater Cottbus)
- Nirvana (2019, Kammerbühne Cottbus)
- Faust (2019, Staatstheater Cottbus)
- Antifaust (2020, Staatstheater Cottbus)

### Installationen/Performances
- „Autist World“ (1996, UA am Theater am Halleschen Ufer Berlin)
- „Fast Feet“ (2000, Deutscher Pavillon/EXPO 2000)
- „Tristan und Isolde. nicht berühren“ (2001, Festspielhaus Hellerau, Dresden/Hamburger Bahnhof/Euroszene)
- „livingtypes.as“ (2005, Berlin, Tesla)
- „Der Nachttisch Sigmund Freud’s als Echo“ (2005, Berlin, Eberswalder Straße 30)
- „follow me“ (2005, Barcelona)
- „livingtypes.compiler“ (2006, Berlin, Tesla)
- „Das Adventspendel“ (2006, Installation, Berlin, Tesla)
- "berlin-preussen" das secondlife projekt 2007
- standard universe. das modell (2007, Berlin)
- Polka Dot (2014, Internetprojekt)

## Veröffentlichungen
- 1988: "Prometheus. Erinnerung nach vorn" (VÖ in Theater der Zeit Nr. 04/88)
- 1989: "Harmonie des Krieges 1 - 3" (VÖ im Henschel Verlag Berlin) • "Die Idioten" (VÖ im Autoren-Kollegium Berlin)
- 1990: Dass. in: DDR-Theater des Umbruchs. Hg. v. Harald Müller. Frankfurt/M.: Eichborn. "Der Nô-Bericht”. Berlin: Autoren-Kollegium. Dass. in: Theatertexte 2. Hg. von Peter Reichel. Berlin: Henschel. "Parsifal". Berlin: Autoren-Kollegium. "Shite Samurai. [Ein der Wirklichkeit abgeträumtes Adventure der Schwierigkeitsstufe 7]". Berlin: Autoren-Kollegium.
- 1991: "Die verlorene Nora. Ungefähr nach Ibsen und zwar hundert Jahre danach durch Fabian wider- und Kristine geblendet". Ein Zweifrauendrama. Berlin: Autoren-Kollegium.
- 1992: Kranz, Dieter: Auf der Suche nach dem Gral. Jo Fabian inszeniert die Uraufführung seines Stücks "Parsifal" am Landestheater Dessau. In: Theater heute 8. S. 19f. • Stuber, Petra: Partisanenmanier. Zwei Porträts: Andreas Kriegenburg und Jo Fabian. In: Die Deutsche Bühne 10. S. 8–14.
- 1994: Odenthal, Johannes: Vaterlandskomplex. Ein Gespräch mit dem Berliner Multimediakünstler Jo Fabian über die Konstruktion seines "katagraphischen Theaters der bewegten Architektur", über Tradition und Vaterland, über DDR und Markt. In: ballett international / tanz aktuell 4. S. 43–47. • Funke, Christoph: Makabres und Magisches. Ein Portrait des Berliner Performers, Tanztheatermachers und Stückeerfinders Jo Fabian. In: Theater heute 5. S. 34–37. • Hüster, Wiebke: Alles käuflich – auch die Kunst. Jo Fabians Premiere "Baal Tanz Tod" mit dem Tanztheater Cottbus. In: ballett international / tanz aktuell 8–9. S. 76.
- 1995: Regitz, Hartmut: Was ist ein Seismograph? "New World Order" von Jo Fabian im Landestheater Tübingen. In: ballett international / tanz aktuell 1. S. 55. • Odenthal, Johannes: Viel über Nichts. Die Hawkingvariante von Jo Fabian im Hebbel-Theater. In: ballett international / tanz aktuell 6. S. 22.
- 1997: Stumpfe, Mario: Jo Fabian – Zwischen Avantgarde und Manierismus. In: Theater der Zeit 3. S. 40–43. • Stumpfe, Mario: Wilsoniaden. Die Leere von der reinen Form. Ein Essay über Jo Fabian. In: ballett international / tanz aktuell 5. S. 44–47. • Stephan, Erika: Jena: Romantik, heute – oder nie? In: Theater heute 8. S. 52. • Wesemann, Arnd: Deutschland-Tänze. Zu den Berliner Festwochen. In: ballett international / tanz aktuell 11. S. 59.
- 1998: Servos, Norbert: Schreibtische der Angst. In: Theater heute 3. S. 30–32. • Jo Fabians Originalskizzen zu "Pech.Vogel.Kleist". In: ballett international / tanz aktuell 4. S. 2f. • Regitz, Hartmut: Die Zeit als Raum. Weimar: "Tactics For Evolution" von Jo Fabian. In: ballett international / tanz aktuell 12. S. 58f.
- 1999: Wesemann, Arnd: Jo Fabians "Blown Away" und die Erfindung des "Alphasystems": In: ballett international / tanz aktuell 3. S. 34–37. • Giersdorf, Jens Richard: The Dance Theatre of Jo Fabian: "Blown Away", "Pax Germania" and "Prometheus". In: Theatre Forum 15. S. 90–96.
- 2000: Wesemann, Arnd: Kinderlogik. Jo Fabians erste CD-ROM. In: ballett international / tanz aktuell 8–9. S. 19.
- 2002: "Die Idioten. das buch" (VÖ bei Department Theater GmbH)

- Border Crossings and Intra-National Trespasses: East German Bodies in Sasha Waltz's and Jo Fabian's Choreographies

## Dokumentation
1999 vgl. Theaterarbeit dokumentiert. Bestandsverzeichnis. Inszenierungsdokumentationen. Stiftung Archiv der Akademie der Künste. S. 36. [Materialien zu "Example No. P", "Jogotono", "Parsifal", "Shite Samurai", "To play or not to play", "Hamletmaschine"]